# Ljustersjön
Ljustersjön är en sjö i Stenungsunds kommun i Bohuslän och ingår i Göta älv-Bäveåns kustområde. Sjön är 5 meter djup, har en yta på 0,022 kvadratkilometer och befinner sig 146 meter över havet.